# Plan de programación

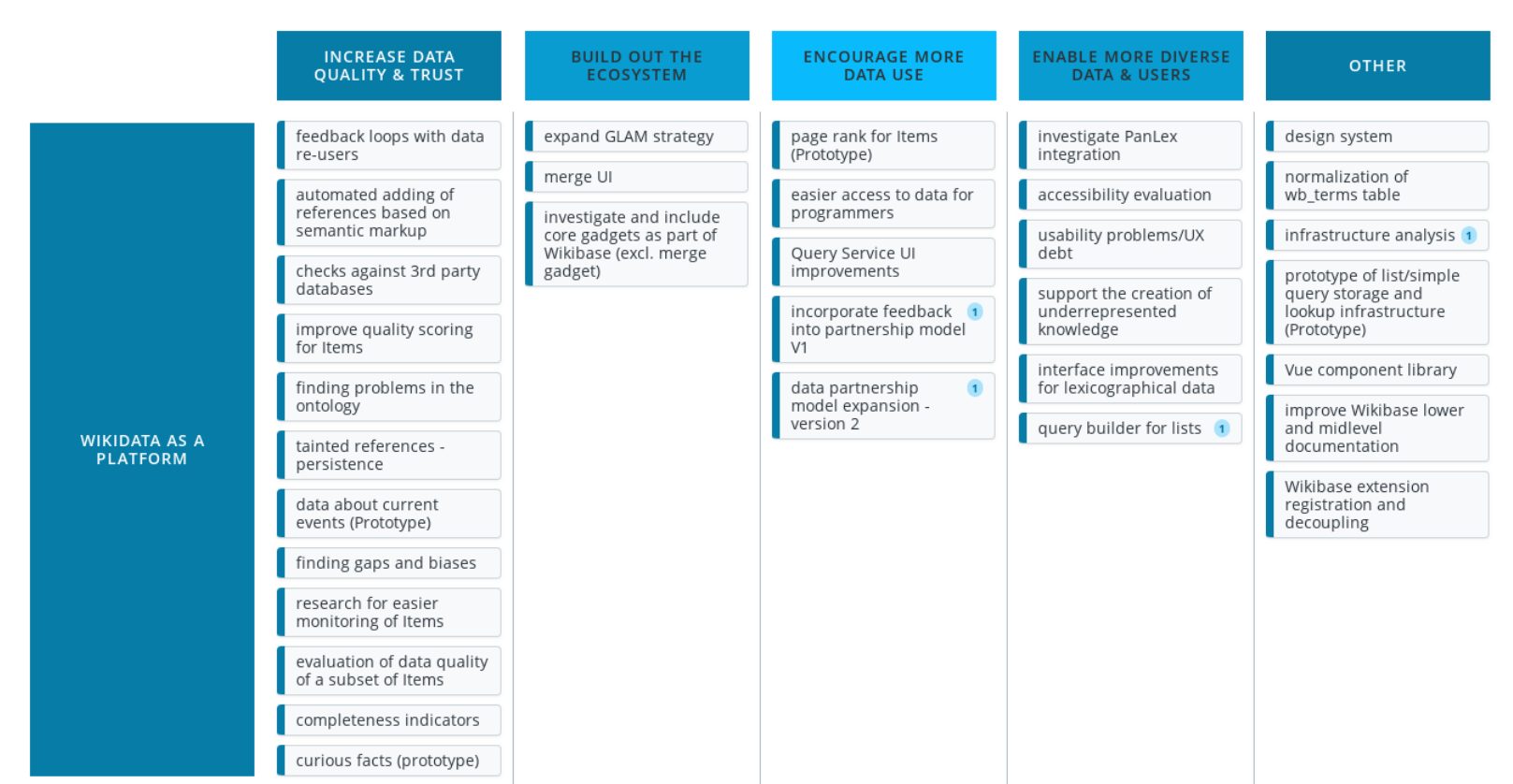
Ejemplo: roadmap de Wikidata para 2020

Un plan de programación u hoja de ruta (también conocido por el anglicismo roadmap, que podría traducirse como hoja de ruta) es una planificación del desarrollo de un software con los objetivos a corto y largo plazo, y posiblemente incluyendo unos plazos aproximados de consecución de cada uno de estos objetivos. Se suele organizar en hitos (en inglés: milestones), que son fechas en las que supuestamente estará finalizado un paquete de nuevas funcionalidades.
Para los desarrolladores de software, crear una hoja de ruta es una práctica muy beneficiosa, ya que de mediante ella documentan el estado actual y el posible futuro de su software, lo que da una visión general o específica de hacia dónde apunta a llegar el software.
La expresión hoja de ruta o roadmap se utiliza para dar a conocer el "trazado del camino" por medio del cual vamos a llegar del estado actual al estado futuro. Es decir, la secuencia de actividades o camino de evolución que nos llevará al estado futuro.